# قواعد اللغة الويلزية
تعكس قواعد اللغة الويلزية أنماط البنية اللغوية التي تتخلل استخدام اللغة الويلزية . في علم اللغة ، تشير القواعد النحوية إلى مجالات بناء الجملة ، وعلم التشكل ، وعلم الدلالات ، والصوتيات ، وعلم الأصوات . تحتوي المقالات التالية على مزيد من المعلومات حول الويلزية:
- النحو الويلزي  [لغات أخرى]‏
- مورفولوجيا الويلزية العامية (الأنماط التي تشكل اللغة المنطوقة كما يتم استخدامها من قبل المتحدثين الويلزيين في الوقت الحاضر.)
  - الصفات الويلزية العامية (القواعد التي تحكم استخدام الصفات في اللغة الويلزية العامية الحديثة كما يستخدمها المتحدثون باللغة الويلزية في ويلز.)
  - الأسماء الويلزية العامية (القواعد التي تحكم استخدام الأسماء والعبارات الاسمية في العامية الويلزية الحديثة كما يستخدمها المتحدثون باللغة الويلزية في ويلز.)
  - حروف الجر العامية الويلزية (القواعد التي تحكم استخدام حروف الجر في اللغة الويلزية العامية الحديثة كما يستخدمها متحدثو اللغة الويلزية في ويلز.)
- مورفولوجيا الويلزية الأدبية (القواعد التي تحكم استخدام اللغة الرسمية المكتوبة ، والتي تتوافق عادةً مع الأنماط التاريخية القديمة.)
- علم الأصوات الويلزية  [لغات أخرى]‏